# HMS Antelope (1972)
HMS Antelope (F170) – brytyjska fregata rakietowa typu 21. Okręt wziął udział w wojnie o Falklandy, gdzie 25 maja 1982 został zatopiony przez argentyńskie lotnictwo.

## Historia
Stępkę pod budowę HMS "Antelope" położono 23 marca 1971 w stoczni Vosper Thornycroft w Southampton. Wodowanie nastąpiło 16 marca 1972, zaś wejście do służby 19 lipca 1975.
W kwietniu 1982 po wybuchu wojny o Falklandy, wraz z innymi brytyjskimi okrętami, został skierowany w rejon spornych wysp w celu odbicia zajętych przez Argentynę terenów. 23 maja okręt pełnił służbę u wybrzeży Falklandów, gdzie do jego głównych zadań należało zapewnienie obrony przeciwlotniczej. Tego dnia fregata stała się celem ataku argentyńskich samolotów A-4 Skyhawk. "Antelope" otrzymał dwa trafienia 500 kilogramowych bomb, które jednak nie wybuchły. W wyniku trafienia zginął jeden członek załogi. Okręt przeniesiono na płytsze wody, gdzie saperzy mieli unieszkodliwić tkwiące w kadłubie bomby. W czasie gdy do rozbrajania bomb przystąpiło dwóch saperów, w jednej z nich zadziałał zapalnik czasowy powodując jej eksplozję. W wyniku wybuchu zginął saper James Prescott, a jego partner został ciężko ranny. Na okręcie wybuchł trudny do opanowania pożar, który objął magazyny z amunicją. Wybuchające pociski rakietowe przyczyniły się do dodatkowego osłabienia konstrukcji kadłuba. Po trwającym kilkanaście godzin pożarze, opuszczony przez załogę okręt przełamał się i zatonął.